# Micrambyx
Micrambyx is een kevergeslacht uit de familie van de boktorren (Cerambycidae). De wetenschappelijke naam van het geslacht werd voor het eerst geldig gepubliceerd in 1893 door Kolbe.

## Soorten
Micrambyx omvat de volgende soorten:
- Micrambyx boulardi (Quentin & Villiers, 1979)
- Micrambyx brevicornis Kolbe, 1893
- Micrambyx ferreroi Mourglia, 1991
- Micrambyx flavomaculatus (Fuchs, 1974)
- Micrambyx humilis (Gahan, 1891)
- Micrambyx lesleyae Mourglia, 1991
- Micrambyx tanzaniensis Adlbauer & Bjørnstad, 2012
- Micrambyx teocchii Mourglia, 1991
- Micrambyx werneri Mourglia, 1991
- Micrambyx yvonnae Mourglia, 1991
- Micrambyx zimbabweensis Adlbauer & Bjørnstad, 2012